# バッティスタ・デ・アンドラーデ級コルベット
バッティスタ・デ・アンドラーデ級コルベット (スペイン語: corbetas de las clases Baptista de Andrade) は、ポルトガル海軍のコルベット。1972年から1973年にかけて4隻が建造され、1974年より順次に就役を開始した。2020年5月現在、1隻が配備されている。

## 概要
本級は、先行するジョアン・コーチニョ級コルベットの発展型として開発された。設計は引き続きポルトガル海軍のホジェリオ・ドオリヴェイラ設計官が、建造はスペインのバサン造船所およびドイツのブローム・ウント・フォス社が担当した。
当初、本級は、アフリカにポルトガルが有していた植民地を防衛するとともに、対潜戦を遂行できる小型の護衛駆逐艦として開発された。ディオドン・ソナーおよびMk 32 短魚雷発射管によって最低限の対潜火力を備え、また船体後部にヘリコプター甲板を備えることによって哨戒ヘリコプターの運用支援も行なうことができたことから、より大型のフリゲートとともに洋上での護衛任務を行なう計画であった。また対地火力も強化され、ジョアン・コーチニョ級コルベットではMk.33 3インチ連装砲が搭載されていたのに対し、本級ではMle.68 100mm単装砲とされた。植民地防衛を考慮し、艦内には海兵隊員の居住施設も設けられている。
しかしながら、就役した直後より、本級は能力の限界を指摘されていた。対潜火力は短射程のものに過ぎず、より大射程のアスロックなどは搭載できなかったし、ソナーの探知距離も限定的であった。また一切のミサイルを搭載せず、対空・対水上火力はいずれも砲熕兵器に頼っていた。ポルトガルの植民地戦争が終結して植民地（ポルトガル海上帝国）が相次いで独立を達成し、ポルトガル海軍の行動範囲が狭まった直後の1977年、コロンビア海軍への売却が検討されたものの、これは実現しなかった。
冷戦が終結し、また船体の老朽化も進んだことから、本級の任務は現在、ほぼ哨戒任務に限定されている。これに伴い、運用コスト低減のため、1999年から2000年にかけて、AWS-2低空警戒・対水上レーダー、ディオドン・ソナーおよびMk 32 短魚雷発射管を撤去されており、現在の本級はほぼ哨戒艦艇に近いものとなっている。
| #    | 艦名                                                   | 起工   | 就役   | 退役   |
| ---- | ------------------------------------------------------ | ------ | ------ | ------ |
| F486 | バッティスタ・デ・アンドラーデ NRP Baptista de Andrade | 1972年 | 1974年 | 2017年 |
| F487 | ジョアン・ロビー NRP João Roby                         | 1972年 | 1975年 |        |
| F488 | アフォンソ・セルケイラ NRP Afonso Cerqueira            | 1973年 | 1975年 | 2015年 |
| F489 | オリヴェイラ・エ・カルモ NRP Oliveira e Carmo          | 1972年 | 1976年 | 1999年 |